# Marjorie Estiano
Marjorie Estiano (Marjorie Dias de Oliveira), född 8 mars 1982 i Curitiba, är en brasiliansk skådespelare och sångerska.
Estiano började med utbildning i scenkonst i Paraná. Sedan reste hon till São Paulo för att utveckla sina konstnärliga färdigheter. Därefter studerade hon musik i två år. Hon började sjunga duett i ett band som innehöll tre musikaliska killar. En tape var intressant för Universal Music, och på den vägen började Estianos musikkarriär. Efter ett par månader i en studio kunde hon 2005 släppa sitt självbetitlade debutalbum. Den första singeln, Você Sempre Será, från albumet blev en stor hit och klev långt upp på brasilianska topplistor och utnämndes av Faustãopriset "The Best Of The Year" till årets bästa låt. 
Marjorie Estiano har spelat i flera telenovelas från och med 2006 och har i dessa gjort betydande framträdande roller. Hon har sedan 2011 blivit berömd utanför gränserna genom den internationella telenovelan Kärlek och svek, där hon spelar en av de mest betydande rollerna i ett tragiskt och känslosamt koncept med olika familjemedlemmar inblandade. Serien har släppts i ett antal europeiska och andra länder; den svenska premiären ägde rum den 6 oktober 2014.
Sitt senaste musikalbum, Oito, gav Marjorie Estiano ut den 16 september 2014.

## Diskografi
- 2005: Marjorie Estiano
- 2007: Flores, Amores e Blablablá
- 2014: Oito

### DVD
- 2005: Marjorie Estiano e Banda Ao Vivo

## Filmografi

### TV
- 2003–2005: Malhação ... Natasha Ferreira[12][13]
- 2006: Páginas da Vida ... Marina Andrade Rangel[14]
- 2006: Sob Nova Direção ... Nely Li[15]
- 2007: Duas Caras ... Maria Paula Fonseca do Nascimento[16][17][18][19]
- 2009: Caminho das Índias ... Tônia - Antônia Cavinato[20][21][22]
- 2010: S.O.S. Emergência'' ... Flávia Menezes[23]
- 2011: Amor em Quatro Ato ... Letícia[24]
- 2011: Cine Conhecimento ... Marjorie Estiano[25]
- 2011: Kärlek och svek  (A Vida da Gente) ... Manuela Fonseca[26][27][28][29]
- 2012: Lado a Lado ... Laura Assunção[30][31][32][33]
- 2014: Império ... Cora Bastos[34]
- 2014: Eu que amo tanto ... Angélica[35][36]

### Filmer
- 2011: "Malu de Bicicleta" ... Sueli[37]
- 2012: "O Tempo e o Vento" ... Bibiana[38]
- 2014: "Beatriz - Entre a Dor e o Nada" - Beatriz[39]
- 2014: "Apneia" - Giovanna[40][41][42]
- 2015: "Todo Amor" (förproduktion) - Dani[43][44]
- 2015: "A Onda Maldita" (förproduktion) - Alice[45]
- 2015: "O Garoto" (förproduktion)- [46][47]

## Teater
- 1997–1999: Lisístrata; A Raposa e as Uvas; A Casa de Bernarda Alba
- 1999: Clarice
- 2000–2002: "O Palhaço Imaginador"; "Liberdade, Liberdade"; "Buchicho"
- 2002– 2003: ""Beijos, Escolhas e Bolhas de Sabão"
- 2003: "Barbara não lhe Adora"
- 2009–2010: "Corte Seco"
- 2011: "Inverno da Luz Vermelha"
- 2012–2013: O Desaparecimento do Elefante[48][49][50][51][52][53]